# 岩本勝彦
岩本 勝彦（いわもと かつひこ）は、日本の弁護士、オンブズマン。札幌弁護士会会長、北海道弁護士会連合会理事長、日本弁護士連合会副会長、札幌市代表オンブズマン等を務めた。

## 人物・経歴
中央大学法学部卒業後、1974年弁護士登録。1999年札幌弁護士会会長。2000年北海道弁護士会連合会理事長。2002年日本弁護士連合会副会長。2009年日本弁護士政治連盟副理事長、札幌市代表オンブズマン。